# Доминика на Летњим олимпијским играма 2004.
Доминика је на Летњим олимпијским играма учествовала трећи пут. На Олимпијским играма 2004., у Атини, у Грчкој представљало је двоје спортиста (1 мушкарац и 1 жена), који су се такмичили у атлетици.
Заставу Доминике на свечаном отварању носио је атлетичар Крис Лојд.
И после ових олимпијских игара спортисти Доминике нису освојили ниједну олимпијску медаљу.

## Атлетика

### Жене
| Атлетичарка Лични рекорд  | Дисциплина | Група    | Група     | Четвртфинале      | Четвртфинале      | Полуфинале        | Полуфинале        | Финале            | Финале            | Детаљи |
| Атлетичарка Лични рекорд  | Дисциплина | Резултат | Место     | Резултат          | Место             | Резултат          | Место             | Резултат          | Место             | Детаљи |
| ------------------------- | ---------- | -------- | --------- | ----------------- | ----------------- | ----------------- | ----------------- | ----------------- | ----------------- | ------ |
| Marie-Lyne Joseph 2:17,73 | 800 м      | 2:20,23  | 7 у гр. 5 | Није се пласирала | Није се пласирала | Није се пласирала | Није се пласирала | Није се пласирала | Није се пласирала | [ 2 ]  |

### Мушкарци
| Атлетичар Лични рекорд | Дисциплина | Група    | Група     | Четвртфинале     | Четвртфинале     | Полуфинале       | Полуфинале       | Финале           | Финале           | Детаљи |
| Атлетичар Лични рекорд | Дисциплина | Резултат | Место     | Резултат         | Место            | Резултат         | Место            | Резултат         | Место            | Детаљи |
| ---------------------- | ---------- | -------- | --------- | ---------------- | ---------------- | ---------------- | ---------------- | ---------------- | ---------------- | ------ |
| Крис Лојд 45,40        | 400 м      | 47,98    | 6 у гр. 5 | Није се пласирао | Није се пласирао | Није се пласирао | Није се пласирао | Није се пласирао | Није се пласирао | [ 3 ]  |